# La Higuera, Zozocolco de Hidalgo
La Higuera är en ort i Mexiko.   Den ligger i kommunen Zozocolco de Hidalgo och delstaten Veracruz, i den sydöstra delen av landet, 180 km öster om huvudstaden Mexico City. La Higuera ligger 329 meter över havet och antalet invånare är 270.
Terrängen runt La Higuera är huvudsakligen kuperad, men åt nordost är den platt. Runt La Higuera är det ganska tätbefolkat, med 207 invånare per kvadratkilometer. Närmaste större samhälle är Olintla, 11,5 km väster om La Higuera. I omgivningarna runt La Higuera växer i huvudsak städsegrön lövskog.